# Aprosictus duivenbodei
Aprosictus duivenbodei är en skalbaggsart som först beskrevs av Johann Jakob Kaup 1866.  Aprosictus duivenbodei ingår i släktet Aprosictus och familjen långhorningar. Inga underarter finns listade i Catalogue of Life.